# Генрик Фонтанський
Генрик Фонтанський (пол. Henryk Fontański, нар. 1947) — польський філолог, лінгвіст, спеціаліст з карпаторусинських діалектів (передусім лемківського), академічний викладач, пов'язаний із Сілезьким університетом.

## Біографія
Наукову кар'єру розпочав у 1971 році в Ополі, на кафедрі російської мови Педагогічного університету під науковим керівництвом професора Станіслава Кохмана. Професійно пов'язаний із Сілезьким університетом з 1978 року. Він організував кафедру російсько-польської конфронтативної лінгвістики (тоді — кафедру конфронтативного мовознавства та перекладознавства) на філологічному факультеті Сілезького університету. У 2000—2005 роках був заступником декана філологічного факультету Сілезького університету в Сосновці, а у 2008—2016 роках — директором Інституту східнослов'янської філології Університету Сілезії. Він також читав лекції, серед інших в Інституті сучасних мов Педагогічного університету в Кракові (2003—2007) .
З 1990-х років займається граматичним описом сучасної мови лемків. У 1992 році він взяв участь у Першому конгресі русинської мови в Бардіїві у Словаччині. У 2000 році було видано перше видання «Граматики мови лемків», яке професор підготував разом із Мирославою Хом'як. Це була перша повна граматика лемківського діалекту на теренах Польщі .
Генрик Фонтанський є також консультантом дидактичних публікацій з лемківського питання (включаючи підручники та методичні матеріали для вивчення лемківської мови в школі), затверджених Міністерством національної освіти. З 2001 року є головою програмної ради Фонду підтримки лемківської меншини «Рутеніка». З 2007 року він також є членом Міжрегіональної ради русинської мови.
Професор Фонтанський є членом Комітету з питань славістики Польської академії наук, Комітету з мовознавства Польської академії наук та Польського мовознавчого товариства.

## Нагороди та відзнаки
- Бронзовий хрест заслуги — 1979 рік
- Золотий хрест заслуги — 2004 рік
- Медаль Національного комітету з освіти — 2005
- Медаль Міцкевича — Пушкіна Асоціації співпраці Польща-Схід — 2015[5]
- Золотий знак «Відзнака Сілезького університету» — 2016
- Премія святих Кирила та Мефодія Міжнародного конгресу русинської мови та Карпаторусинського наукового центру в Нью-Йорку — 2015 рік

## Вибрані публікації[6][7]
- Stosunki współrzędności w zdaniu pojedynczym w języku polskim i rosyjskim, Wydawnictwo UŚ, Katowice 1980
- Anaforyczne przymiotniki wskazujące w języku polskim i rosyjskim. Problemy użycia, Wydawnictwo UŚ, Katowice 1986
- Białorusko-polsko-rosyjski słownik terminów lingwistycznych i leksyki specjalnej [współaut. Wiktor Bekisz], Wydawnictwo UŚ, Katowice 1997
- Gramatyka języka łemkowskiego [współaut. Mirosława Chomiak], «Śląsk», Katowice 2000
- Studia nad składnią łemkowską, Wydawnictwo UŚ, Katowice 2014